# Jochem Vermeulen
Jochem Vermeulen (Belgio, 2 agosto 1998) è un mezzofondista belga, medaglia d'argento sui 1500 metri ai Roma 2024.
Nel 2024, durante gli Europei di Roma, è stato inizialmente eliminato nelle semifinali dei 1500 metri a causa di una caduta. Tuttavia, grazie a un ricorso della federazione belga, è stato ripescato per la finale, dove ha conquistato la medaglia d'argento dietro solo al norvegese Jakob Ingebrigtsen registrando il suo nuovo record personale con 3'33"30.

## Progressione

### 800 metri piani
| Stagione | Tempo   | Luogo         | Data      | Rank. Mond. |
| -------- | ------- | ------------- | --------- | ----------- |
| 2023     | 1'47"25 | Liegi         | 7-5-2023  | 274°        |
| 2019     | 1'49"62 | Kessel-Lo     | 17-8-2019 | 573°        |
| 2017     | 1'51"76 | Kessel-Lo     | 19-8-2017 | 1506°       |
| 2016     | 1'52"08 | Gand (indoor) | 27-2-2016 | 1790°       |
| 2015     | 1'50"10 | Lier          | 28-6-2015 | 749°        |
| 2014     | 1'54"26 | Oordegem      | 31-5-2014 | 3449°       |

### 1500 metri piani
| Stagione | Tempo   | Luogo          | Data      | Rank. Mond. |
| -------- | ------- | -------------- | --------- | ----------- |
| 2024     | 3'33"30 | Roma           | 12-6-2024 |             |
| 2023     | 3'34"16 | Heusden-Zolder | 15-7-2023 | 50°         |
| 2022     | 3'36"09 | Pfungstadt     | 26-7-2022 | 68°         |
| 2021     | 3'35"21 | Heusden-Zolder | 3-7-2021  | 57°         |
| 2019     | 3'41"24 | Ninove         | 3-8-2019  | 248°        |
| 2018     | 4'15"91 | Gand (indoor)  | 3-3-2018  | -           |
| 2017     | 3'51"58 | Huizingen      | 17-9-2017 | 1898°       |
| 2016     | 3'50"27 | Gand (indoor)  | 13-2-2016 | 1604°       |
| 2015     | 3'44"27 | Bruxelles      | 5-7-2015  | 517°        |
| 2014     | 4'04"21 | Gent           | 17-5-2014 | -           |

## Palmarès
| Anno | Manifestazione  | Sede      | Evento       | Risultato | Prestazione | Note                          |
| ---- | --------------- | --------- | ------------ | --------- | ----------- | ----------------------------- |
| 2023 | Mondiali        | Budapest  | 1500 m piani | Batteria  | 3'35"45     |                               |
| 2024 | Europei         | Roma      | 1500 m piani | Argento   | 3'33"30     | Miglior prestazione personale |
| 2024 | Giochi olimpici | Parigi    | 1500 m piani | Batteria  | 3'36"66     |                               |
| 2025 | Europei indoor  | Apeldoorn | 1500 m piani | Batteria  | 3'54"33     |                               |